# George XI van Kartli
Georgi XI (Georgisch:გიორგი XI, Giorgi XI; Perzisch: گرگین‌خان , Gurgin Khan of Gorgin Khan) (1651-21 april 1709) was koning van Kartlië (Oost-Georgië) van 1676 tot 1688 en opnieuw van 1703 tot 1709. Hij sneuvelde als bevelhebber in het Safavidische (Perzische) leger, tegen Afghaanse rebellen.

## Leven en regeerperiode
Georgi XI was een zoon van Vachtang V, ook bekend als Sjahnawaz I, die hij opvolgde als koning van Kartlië, vooraleer hij koning (wali) kon worden werd hij door de Perzische sjah Suleiman I verplicht zich tot de islam te bekeren. De Georgiërs bleven hem met zijn christelijke naam Georgi aanspreken. Hij bezocht katholieke missionarissen en had briefwisseling met paus Innocentius XI. Nadat de Ottomanen het beleg van Wenen op moesten breken hoopte Georgi XI dat zij zouden verzwakken. In de brief aan Innocentius XI van 29 april 1687, belooft hij om zich tot het katholieke geloof te bekeren en verklaarde hij bereid te zijn zichzelf en zijn troepen onderdanen van de paus te verklaren. Volgens de katholieke missionarissen bleef Georgi tot aan zijn dood katholiek.

## Huwelijk en kinderen
Georgi huwde tweemaal. In 1676 trouwde hij zijn eerste vrouw, Tamar, dochter van prins Davit Davitashvili. Zij overleed op 4 december 1683, werd overleefd door:
- een zoon Bagrat
- een dochter Mariam

In 1687 hertrouwde hij met Choresjan, de dochter van prins Georgi Mikeladze. Ze kregen een dochter, prinses Rwadam, die van 1703 tot 1714 getrouwd was met koning George VII van Imereti.